# نيفين الكيلاني
نيفين الكيلاني هي سياسية مصرية شغلت منصب وزيرة الثقافة منذ أغسطس 2022 خلفاً لإيناس عبد الدايم حتي 3 يوليو 2024.

## المؤهلات العلمية
تخرجت في أكاديمية الفنون عام 1989.
الدكتوراه في النقد الفني من أكاديمية الفنون 1995.

## عملها
شغلت نيفين منصب رئيس صندوق التنمية الثقافية، شغلت منصب رئيس صندوق التنمية الثقافية، وعينت عميدا للمعهد العالي للنقد الفني بأكاديمية الفنون. كما عملت عميدا للمعهد العالي للباليه، ولها مشوار كبير في عدد من المناصب بوزارة الثقافة، منها عضو في لجنة الموسيقى والأوبرا والباليه.